# Желтоклювая шилохвость
Желтоклювая шилохвость (лат. Anas georgica) — настоящая утка рода речные утки (Anas).

## Описание
У желтоклювой шилохвости коричневые голова и шея. Её клюв жёлтый с чёрным кончиком и чёрной полоской посредине. Хвост коричневатый и заостренный. Концы крыльев серовато-коричневые, а второстепенные перья черновато-серые. В покое тело желтовато-коричневое с черными пятнами различного размера. Вид некоторое время путали с желтоклювым чирком, но его можно отличить по жёлтым полоскам на клюве, он большего размера и не имеет тенденции к образованию больших групп.

## Распространение
Её область распространения включает Перу, Парагвай, Бразилию и Эквадор. Желтоклювая шилохвость также проживает на некоторых субантарктических островах, включая Южную Георгию, откуда и произошло латинское название этого вида. Численность номинативного подвида Anas georgica georgica составляет 1000—1500 пар, гнездящихся только на архипелаге Южная Георгия. Численность подвида Anas georgica spinicauda составляет более 110 000 пар, а подвиду Anas georgica niceforoi, описанному только в 1940 году, грозит вымирание, его численность, по последним оценкам, — 1952 пар.

## Места обитания
Обычные места обитания — от высокогорных озёр и болот до озёр на небольших возвышенностях и рек на открытых местностях.

## Размножение
Гнезда вьют на земле и устилают травой и пухом, скрывают в растительности со стороны воды. Откладывают от 4 до 10 яиц.